# 中里精
中里 精（なかざと せい、1917年（大正6年）3月30日 - 2000年（平成12年）12月30日）は、日本の政治家。栃木県真岡市長（1期）。

## 来歴
栃木県芳賀郡山前村（のち真岡町、現・真岡市）出身。山前農業協同組合長、山前村議会議員を経て、合併後の真岡町議会議員、市政施行後の真岡市議会議員、同議長を務め、真岡市長岩崎純三の下で助役を15年務めた。1977年、岩崎の退任により、真岡市長に就任、市長を1期務めた。1981年に市長を退任した。2000年に死去した。